# 稀饭香肠
稀饭香肠（Stippgrütze或Wurstebrei）是一种源自德国西發里亞的食品。Stippgrütze的原料有大麦仁、碎肉以及下水（如心脏、肾脏、肝脏等，这些材料要先用香料和盐调味）。在少数情况下，香肠中还会加入切碎的洋葱。制作方法为：煮熟原材料，将去除了汁水的食材一同绞碎，变成粗松易碎的蛋糕状，再用油脂将其定型，之后冷却。原材料有多个配方，但每个配方都包含大麦仁、油脂、肉类这三样食材。
一种经典的稀饭香肠原料配方包含猪下水或猪心、五花肉、猪皮、猪油渣、大麦仁、水、盐、胡椒粉、多香果以及百里香。不同配方的营养成分也不同；一份用约300克猪肉和60克大麦仁制成的稀饭香肠含有850千焦的热量。